# Vuelo 901 de Austral Líneas Aéreas
El vuelo 901 de Austral Líneas Aéreas fue un vuelo programado entre Tucumán y Buenos Aires, Argentina, que cayó al Río de la Plata causando la muerte de sus 31 ocupantes.

## El avión

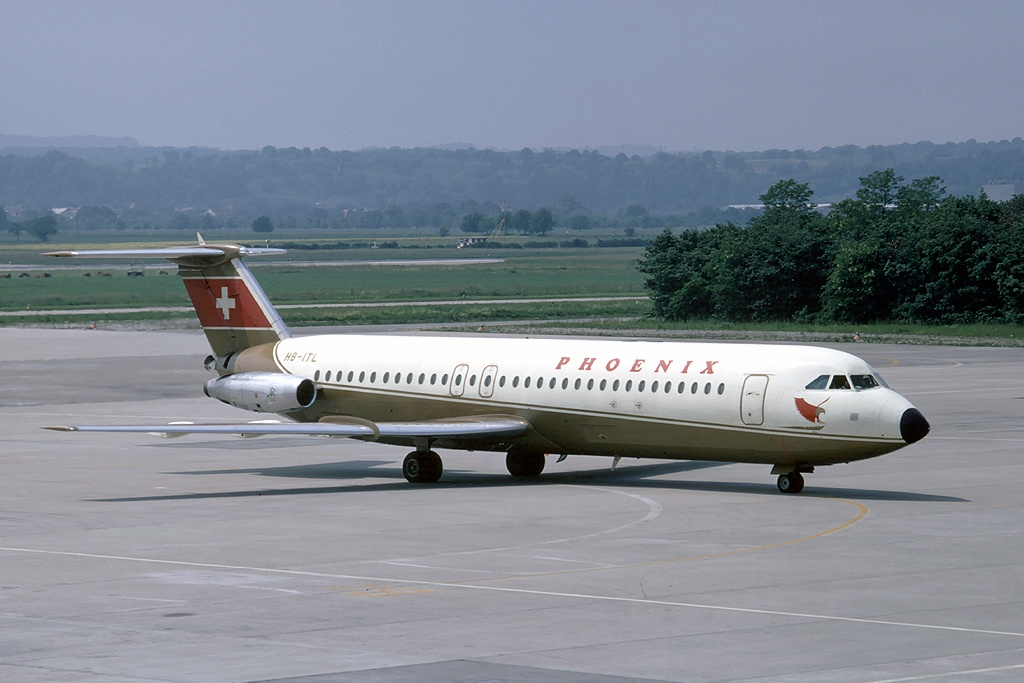
El avión involucrado en el accidente fotografiado en julio de 1973, mientras aún estaba en servicio con Phoenix Airways.

Se trataba de un BAC 1-11 de 11 años que había sido adquirido usado a la aerolínea Phoenix Airways en marzo de 1971 hasta enero de 1975 cuando fue entregado a Austral Líneas Aéreas.

## Hechos
El vuelo 901 había partido del Aeropuerto Internacional Teniente Benjamín Matienzo, en Tucumán, a las 9:11 de la mañana del 7 de mayo de 1981 con rumbo al Aeroparque Metropolitano Jorge Newbery.
Las condiciones climáticas en Buenos Aires eran muy malas, con fuertes lluvias y vientos. Poco antes de las 11 horas, los pilotos realizaron una aproximación con la intención de aterrizar, pero debido a la lluvia y el viento no pudieron ver la pista y decidieron abortar el aterrizaje. Por sugerencia del controlador de tráfico aéreo, pusieron rumbo al sur para esperar sobrevolando la ciudad de Quilmes, creyendo que allí el clima estaría más tranquilo y que el temporal cesaría rápido. Sin embargo cuando se acercaron notaron que había Cumulonimbus, por lo que el piloto informó a la torre de control de Aeroparque que virarían hacia el río para volver a Buenos Aires, donde tratarían de realizar un acercamiento diferente. Luego de recibir autorización del controlador para volar a 600 metros de altura, el avión giró con rumbo al norte, directo al centro de la tormenta. Desde ahí, la torre de control de Aeroparque no pudo volver a contactar a la tripulación.

## Investigación y causas
Luego de perderse el contacto con el vuelo 901, barcos de la Prefectura Naval Argentina y de la Armada Argentina emprendieron la búsqueda del avión. A las 14:40, más de tres horas después del accidente, un helicóptero de Prefectura fue el primero en avistar los restos flotantes de la aeronave. Hacia allí se dirigieron los rescatistas, con la esperanza de encontrar sobrevivientes, pero sus esfuerzos fueron inútiles. La búsqueda y recuperación de cuerpos demoró varios días.
La Junta de Investigaciones de Accidentes de Aviación Civil se encargó de la investigación. Se logró sacar del agua solamente poco más de la mitad de los restos del avión. La Grabadora de Datos de Vuelo (FDR) y la Grabadora de Voces de Cabina de mando (CVR), pese a que fueron buscadas intensamente durante 42 días, nunca fueron encontradas.
La investigación de la JIAAC, debido a la falta de las cajas negras, no pudo determinar con certeza la causa del accidente, aunque concluyó como causa probable la "pérdida del control de la aeronave e impacto contra el agua por un error de apreciación del piloto al evaluar las condiciones meteorológicas al cruzar a través de la zona de influencia de un cumulonimbus de actividad extremadamente violenta".

### Hipótesis sobre las causas del accidente
La Junta Investigadora de Accidentes de Aviación Civil de la República Argentina fue la encargada de realizar la investigación del accidente, con la colaboración de la Air Accidents Investigation Brench del Reino Unido, técnicos del fabricante del avión (BAC) y del fabricante de los motores (Rolls Royce). La investigación se realizó sin poder contar con las cajas negras, que no fueron encontradas, pero contó con las grabaciones magnetofónicas ubicadas en los Centros de Control de Tráfico Aéreo, particularmente la ubicada en la Torre de Control de Aeródromo y CTR Aeroparque.
A partir de esta grabación se pudieron aproximar las posiciones del avión a diferentes horas, su evolución (o derrota) y las condiciones meteorológicas reinantes en aquellos lugares por donde transitaba, sobre la base de los reportes del piloto. Precisamente a partir de estas comunicaciones, uno de los puntos que genera controversia es la instrucción del controlador al piloto que ha quedado asentada a la hora 10:40:50: "Tendencia del viento es a los tres sesenta grados, quince nudos. Estimo que va a tener que utilizar treinta y uno, escape, nueve cero uno". El piloto pide confirmación del viento, y el controlador a las 10:41:12 indica "Tres sesenta, pista treinta y uno, diez a quince nudos". El hecho de que el controlador hubiera indicado dos veces y con tanto énfasis la 'pista 31' (opuesta a la que el avión estaba aproximando) podría haber causado que el piloto tomara una decisión inadecuada bajo esas circunstancias. La decisión final sobre el aterrizaje por causas meteorológicas recae exclusivamente sobre el comandante de la aeronave, el controlador solamente puede suministrarle información, y no es procedente que le 'sugiera' o le indique que realice un escape por causas ajenas al tráfico aéreo. En este caso, particularmente, la discusión principal se centra en el hecho de que con 15 nudos de viento en cola, el avión estaría 'fuera de norma', pero bajo las circunstancias del momento, teniendo el piloto pista a la vista y asegurada, en el peor de los casos podría haber sucedido un 'flameout' de los motores, ciertamente menos peligroso que la alternativa de entrar en un cumulonimbus.
Finalmente, en cualquier caso, lo que sí quedó claro de la transcripción de las comunicaciones, es que la rotación del viento tan brusca y puntual, fue un signo claro del pasaje de una línea frontal por el lugar, justo en el momento en el que el avión estaba realizando la aproximación final. Seguramente un frente frío, bastante activo por cierto. Esto explica por qué otras aeronaves pudieron aterrizar con seguridad en el aeropuerto y esta no, debido a que las demás aterrizaron antes de la llegada de la línea de inestabilidad a la zona.
La Junta emitió un informe final como cierre del Expediente Nro. 987023, concluyendo que el piloto subestimó la peligrosidad de la tormenta y decidió atravesarla.

### Hipótesis de un atentado
En 2015, el periodista Mauro Federico realizó una investigación según la cual la caída del vuelo 901 pudo deberse a la explosión de una bomba colocada por agentes de la dictadura militar entonces en el gobierno, con el fin de asesinar a Carlos Cañete, gerente general de Papel de Tucumán, quien efectivamente murió en el accidente. La razón del asesinato, según Federico, estaba relacionada con Papel Prensa, una empresa monopólica del papel para periódicos, en la que convivían los militares con los principales periódicos argentinos, denunciada por graves violaciones de derechos humanos. Siempre según esta hipótesis, Cañete pretendía impedir el monopolio de Papel Prensa, produciendo el papel necesario para los periódicos desde Papel Tucumán, propiedad de la familia Bulgheroni. Luego de la muerte de Cañete en el vuelo 901, Papel Tucumán renunció a producir papel prensa. Federico apoyó su investigación principalmente en las revelaciones del ingeniero Jorge Oscar Bojanic, quien participó en el proyecto de Papel de Tucumán.
Según el testimonio de Bojanovic las cajas negras fueron encontradas por un equipo de buzos de La Boca, que se las entregaron a Jorge Baeza, para que las hiciera desaparecer.
Durante la investigación se buscaron trazas de explosivos en los restos, no encontrándose ninguna.